# Гончар Павло Іванович
Павло Іванович Гончар (1905 - 1943) - червоноармієць Робітничо-селянської Червоної Армії, учасник Другої світової війни, Герой Радянського Союзу (1943).

## Біографія
Народився 1905 року в селі Смолянка. Закінчив чотири класи початкової школи, після чого працював у колгоспі в селі Семиполка Сергіївського району Північно-Казахської області Казахської РСР. У липні 1941 року був призваний на службу до Робітничо-селянської Червоної Армії і направлений на фронт Німецько-радянської війни. До квітня 1942 року червоноармієць Павло Гончар був сапером 1074-го стрілецького полку 314-ї стрілецької дивізії 7-ї окремої армії. Відзначився під час оборони Ленінграда.
17 квітня 1942 року під час бою виконував інженерні роботи в районі залізничної станції Свір у Підпорізькому районі Ленінградської області . Помітивши, що до підбитого радянського танка кинулася група солдатів супротивника, він вступив з нею в бій, знищивши кілька солдатів, що сприяло порятунку танка та екіпажу. 21 квітня, коли противник спробував захопити підбитий танк "КВ", Гончар кулеметним вогнем знищив кілька десятків солдатів і офіцерів супротивника. 12 січня 1943 року під час прориву блокади Ленінграда загинув у бою. Похований у братській могилі у селищі Синявино Кіровського району Ленінградської області.
Указом Президії Верховної Ради СРСР «Про присвоєння звання Героя Радянського Союзу начальницькому і рядовому складу Червоної Армії» від 22 лютого 1943 року за «зразкове виконання бойових завдань командування на фронті боротьби з німецькими загарбниками і виявленими при цьому відвагу і геройство» нагороджений посмертно високим званням Героя Радянського Союзу. Також посмертно був нагороджений орденом Леніна.
Погруддя Гончара встановлено в селі Семиполка, в тому ж селі на його честь названа школа.